# شوهي كامارا
شوهي كامارا (باليابانية: 鎌田 祥平) (11 مايو 1980 في ناغانو في اليابان – )؛ هو لاعب كرة قدم ياباني سابق كان يلعب كلاعب وسط.

## وصلات خارجية
- شوهي كامارا على موقع رابطة كرة القدم اليابانية للمحترفين (اليابانية)